# Tabera de Abajo
Tabera de Abajo és un municipi de la província de Salamanca a la comunitat autònoma de Castella i Lleó. Limita al Nord amb La Mata de Ledesma, a l'Est amb Canillas de Abajo, al Sud amb Robliza de Cojos i Aldehuela de la Bóveda i a l'Oest amb Garcirrey, Sando i l'enclavament de Valdelacoba (Doñinos de Ledesma).

## Demografia
| 1991 | 1996 | 2001 | 2004 |
| ---- | ---- | ---- | ---- |
| 117  | 120  | 105  | 105  |